# Русский мир
Ру́сский мир — националистический термин, используемый для обозначения культурно-цивилизационной, геополитической и религиозной концепции, подразумевающей объединение русскоязычного населения по всему миру. При этом понятие «Русский мир» не имеет однозначного толкования и юридического определения. Отдельные исследователи, например, Марлен Ларюэль, определяют его как «Пустой знак» или термин без определённой трактовки, что позволяет политическим элитам закреплять за ним тот смысл, который выгоден в той или иной ситуации.
Авторами современной концепции считаются так называемые методологи — члены Московского методологического кружка, занимающиеся разработкой СМД-методологии в 1990-х. Многие члены кружка были близки к политической элите России того времени. С 2008 года нарратив о необходимости построения и защиты «Русского мира» используется российским правительством в качестве внешнеполитической доктрины. Концепция подразумевает объединение России, Беларуси и Украины, а также усиление влияния в странах с большой долей русскоязычного населения, например, Прибалтике. В 2014 и 2022 годах доктрина «Русского мира» была использована российскими властями для оправдания вторжения на Украину.

## История использования
Концепция «русского мира» имеет давние исторические корни. В средневековых источниках она определяла цивилизацию Древней Руси. В значительной степени исторической доминантой в формировании русского мира как цивилизации являлись духовно-нравственные основы Русской православной церкви.
Самое ранее употребление термина «русский мир» сохранилось в памятнике древнерусской литературы «Слово на обновление Десятинной церкви» (XII век) при восхвалении подвига Святого Климента Римского: «…не только в Риме, но и повсюду: и в Херсоне и ещё в русском мире». При этом речь там шла о догосударственном периоде в истории восточного славянства.
Вслед за Монгольским нашествием 1237—1240 годов Русь на протяжении двух столетий была разделена. Южный регион Западной Руси (территории нынешней Украины) вошёл в состав Польши, северный (территории нынешней Беларуси) в союзе с балтийскими землями сформировал Великое княжество Литовское (позднее территории Западной Руси были объединены в Речи Посполитой), а северо-восточная часть Руси (часть нынешней России) оставалась под монголо-татарским игом, освободившись от него только в 1480 году. В результате русский мир как цивилизация претерпел этническую и языковую дифференциацию:
- русские (великороссы) / русский язык
- украинцы (малороссы) / украинский язык
- белорусы / белорусский язык

В XIX веке термин использовали отдельные российские интеллектуалы. Например, Александр Островский под понятием «русский мир» понимал «духовную общность православных христиан». Граф Сергей Уваров, президент Императорской Академии наук и министр просвещения, также использовал его в контексте описания теории официальной народности. Однако в то время термин не получил широкого распространения. Так, основатель славянофильства Алексей Хомяков говорил о «русском духе», а философ Владимир Соловьев и Николай Бердяев — о «русской идее».
С начала 1990-х годов «русский мир» часто трактуется как культурно-историческая идея международного, межгосударственного и межконтинентального сообщества, направленная на объединение разобщённых русскоязычных соотечественников.
В 1990-е годы термин начали использовать так называемые «методологи» или члены Московского методологического кружка, занимающиеся разработкой СМД-методологии. В их число входили российские политтехнологи и политики, в том числе журналист Глеб Павловский, философ Георгий Щедровицкий, государственный деятель Юрий Крупнов. К кругу методологов также причисляют и первого заместителя Руководителя Администрации президента Российской Федерации Сергея Кириенко. «Методологи» были близки к политической элите России того времени. 15 декабря 1997 года Пётр Щедровицкий и Ефим Островский составили манифест «Орёл расправляет крылья. 1111 знаков за 1111 дней до Нового Тысячелетия», в котором охарактеризовали «русский мир» как «острова русскоязычного населения зарубежом», которые способны обеспечить России экономическое развитие и объединение на базисе общей культуры, основанной на знании русского языка. «Методологи» понимали «русский мир» как «сетевую структуру больших и малых сообществ, думающих и говорящих на русском языке», чья роль заключалась в помощи России включиться в глобализированный мир. В 2000 году «методологи» даже запустили сетевой проект «Русский мир» на интернет-портале «Русский Архипелаг». При этом сам Щедровицкий не претендует на авторство. По его мнению, русский мир сложился «в XX веке под воздействием тектонических исторических сдвигов, мировых войн и революций на планете» и ныне является сетевой структурой больших и малых сообществ, думающих и говорящих на русском языке.
Социальный, культурный и общечеловеческий мир есть единство воли и воображения. Если за идеей Русского мира ничего не стоит кроме слов, если нет действий, если нет составляющей воли, то конечно Русского Мира не будет. Именно так, как это произошло бы если бы десятки, затем сотни, затем тысячи людей не начали формировать Великую Европу, то и этого, конечно, не получилось бы.Георгий Щедровицкий
В начале 2000-х термин «русский мир» вошёл в дискурс политических элит. С приходом Владимира Путина на пост президента в 2000 году российская власть начала применять концепцию по отношению к так называемым «соотечественникам» или русскоязычным меньшинствам, оставшимся жить за пределами России после распада СССР. Так, на открытии Съезда Соотечественников Путин впервые публично упомянул необходимость «консолидировать и структурировать» «единый Русский мир», заявив, что это должно стать одной из первостепенных задач государственной политики. Идея о «русском мире» как основе для диаспоральной политики была подхвачена и другими представителями российской элиты. Владислав Сурков в 2014 году заявил, что русский мир — это «мир, в котором боятся российского оружия». Окончательно концепция «Русского мира» вошла в политический дискурс в 2006—2007 годах и вскоре стала использоваться как в отношении вопроса о распространении русского языка и культуры, так и в качестве внешнеполитической доктрины. В 2006 году Путин заявил, что «Русский мир может и должен объединить всех, кому дорого русское слово и русская культура, где бы они ни жили, в России или за её пределами. Почаще употребляйте это словосочетание — „русский мир“». В 2008 и 2013 годах термин был включён в официальные концепции внешней политики Российской Федерации.

## Принадлежность
В центре концепции лежит идея о защите прав так называемых «соотечественников» — членов русской диаспоры или русскоязычных меньшинств, оставшихся жить на территории других государств после распада СССР. Понятие «соотечественники» не является юридическим, а скорее символическим — кремлёвская идеология исходит из того, что у этих людей есть некая эмоциональная привязка к общим культурным нарративам на основе использования русского языка. Особое значение придается «русским меньшинствам» в ближнем зарубежье — европейским странам бывшего СССР, включая Украину, Молдову, государства Прибалтики, а также территориям со сложным политическим статусом и значительной долей русскоязычного населения — Крыму, Донбассу и Приднестровью.
Ряд исследователей относит русское зарубежье к введённому Роджерсом Брубейкером этнополитологическому понятию — «диаспоры катаклизма», которые, в отличие от трудовых диаспор, возникли вследствие войн, дезинтеграции, распада империй и других негативных процессов. Согласно Брубейкеру, русских, проживающих на постсоветском пространстве, следовало бы называть не термином «диаспора», а термином «ирредента» (часть народа, находящаяся под чужим владычеством). В отличие от диаспоры, члены которой рассеяны по территории удалённых от их исторической родины государств, члены ирреденты, как правило, компактно проживают в государствах, граничащих с их исторической родиной. Например, перед Второй мировой войной так проживали фольксдойче в Чехословакии (Судетская область) и Польше (Силезия, Польский коридор). С русским зарубежьем, главным образом, это произошло в результате Гражданской войны 1917—1923 годов (белая эмиграция) и распада СССР в 1991 году. В первом случае люди вынуждены были покинуть свою родину, где в советское время они считались «недругами советского народа и государства». Во втором случае часть русского (или русскоязычного, более 25 млн человек) населения вопреки своей воле оказалось за пределами России в результате изменения границ и продолжает оставаться в получивших независимость государствах постсоветского пространства, некогда являвшихся частью исторического российского государства.
Согласно французскому социологу и политологу Марлен Ларюэль, российские политические элиты выделяют несколько категорий или групп, которые могут принадлежать к «русскому миру». В первую группу входят граждане России, постоянно проживающие за границей. Второй круг состоит из людей, которые по собственному выбору решают придерживаться духовной, культурной и правовой связи с Россией. Как правило, это люди, связанные родственными связями с народами, исторически проживающими на территории России или СССР. Третья категория состоит из бывших советских граждан и их детей, ныне проживающих в государствах, ранее входивших в состав СССР. В четвёртую группу входят люди без связей с Россией или территорией бывшего СССР, однако они чувствуют принадлежность к «Русскому миру» исходя из культурных или политических мотивов. Таким образом, концепция распространяется на достаточно широкий круг людей, «духовно и культурно» ориентированных на Россию, но не обязательно имеющую этническую связь с ней. При этом отсылки к слову «русский», а не «российский» подчёркивает этнонациональный компонент доктрины и идею о превосходстве идеи «русской нации».

## Использование

### Религиозная концепция
Православие играет важную роль в идеологии «Русского мира». Начиная с 2007 года Патриарх Кирилл неоднократно использовал термин в своих обращениях. Среди прочего, он говорил, что «русский мир» — это «особая цивилизация, и люди, принадлежащие к ней, сегодня называют себя разными именами — русскими, украинцами или белорусами». Это вписывается в идеологию «Святой Руси», согласно которой Украина, Беларусь и Россия принадлежат одной церкви и одной цивилизации. Политическим и административным центром «русского мира» является Москва, а духовным — Киев. Согласно воззрениям патриарха Кирилла, РПЦ должна работать совместно с политическим центром в Москве над налаживанием духовности, нравственности и объединением культур.
В феврале 2022 года РПЦ поддержала полномасштабное вторжение России на Украину. В ответ на это представители мирового христианского сообщества осудили позицию патриарха Кирилла и его поддержку идеологии «Русского мира». В результате встреч в марте-апреле 2022 года ряд теологов, включая Юргена Мольтмана, Николаса Вольтерсторфа, Томаша Халика и Мирослава Вольфа, выпустили публичное заявление об опасности идеологии «Русского мира». В январе 2023 года в Волосе была проведена международная конференция «Миссия и Православная Церковь», собравшая православных богословов со всего мира. В числе прочего, они обсуждали вопрос является ли учение о «Русском мире» ересью. В той же логике в начале декабря 2022 года патриарх Константинопольский Варфоломей критиковал РПЦ, но от прямых обвинений в ереси удержался.
Поддержка многими представителями иерархии Московской Патриархии войны президента Владимира Путина против Украины коренится в форме православного этнофилетистского религиозного фундаментализма тоталитарного характера, называемого «Русский мир» или «Русский мир», лжеучения, которое привлекает многих в православной церкви и даже был подхвачен ультраправыми, католическими и протестантскими фундаменталистами. Выступления Президента Владимира Путина и Патриарха Московского (Московского Патриархата) Кирилла (Гундяева) за последние 20 лет неоднократно призывали и развивали идеологию Русского мира. В 2014 году, когда Россия аннексировала Крым и начала опосредованную войну на территории Донбасса Украины, вплоть до начала полномасштабной войны против Украины и впоследствии, Путин и патриарх Кирилл использовали идеологию русского мира в качестве основного оправдания для Вторжение. В учении говорится, что существует транснациональная русская сфера или цивилизация, называемая Святой Русью или Святой Русью, в которую входят Россия, Украина и Беларусь (а иногда и Молдова и Казахстан), а также этнические русские и русскоязычные люди во всем мире. Утверждается, что этот «русский мир» имеет общий политический центр (Москва), общий духовный центр (Киев как «мать всей Руси»), общий язык (русский), общую церковь (Русскую Православную Церковь, Московский Патриархат), и общий патриарх (Патриарх Московский), который работает в «симфонии» с общим президентом/национальным лидером (Путиным) для управления этим русским миром, а также отстаивает общую самобытную духовность, нравственность и культуру.Заявление представителей Волосской академии богословских исследований

### Внешнеполитическая стратегия
В основе концепции лежит восприятие русского языка как объединяющего фактора всех людей, чувствующих привязанность к культуре России; частью «русского мира» могут стать любые территории, где значительная часть населения говорят на русском языке. Многие исследователи считают, что использование концепции позволяет оправдывать имперские амбиции российской власти. Зачастую этот дискурс переплетается с цивилизационным компонентом или представлением о том, что Россия является «государством-цивилизацией», играющей важную роль в мировой истории.
Идея «русского мира» возникла не вчера. Я ввёл его в структуру государственной политики. Путин сказал: «У России нет границ»; Думаю, он это имел в виду. Что такое русский мир? Это везде, где люди говорят и думают по-русски. … Где уважают нашего Путина. И его во многих местах уважают те, кто не говорит по-русски и имеет довольно смутное представление о России. Там, где люди боятся русского оружия, это тоже русский мир. Это наша [сфера] влияния. Где уважают наших учёных, наших писателей, наше искусство. Это весь русский мир.Владислав Сурков
Поскольку границы «Русского мира» гораздо шире, чем границы Российской Федерации, российские политические элиты используют русскоязычное население зарубежом в качестве инструмента государственного влияния. Особенно часто это применяется по отношению к странам ближнего зарубежья — Украине и Беларуси, поскольку они считаются неотъемлемой частью «Русского мира». Восстановление культурного единства «Русского мира» и «защита русского языка и говорящих на нем людей» использовалось Кремлём для оправдания территориальной экспансии при вторжении на Украину 2014 года. 7 марта 2014 года пресс-секретарь президента Путина Дмитрий Песков, комментируя аннексию Крыма Российской Федерацией, заявил, что Путин является гарантом безопасности в Русском мире.
«Русский мир» в прошлом был неясным историческим термином, означавшим славянскую цивилизацию, основанную на общей этничности, религии и историческом наследии. Путинский режим возродил эту идею и ввёл в обиход пропаганды в опошлённом виде смеси антизападного мракобесия, православной догмы, национализма, теории заговора и полицейского государства сталинского типа.Оригинальный текст (англ.)Russkiy mir—“the Russian world”, a previously obscure historical term for a Slavic civilisation based on shared ethnicity, religion and heritage. The Putin regime has revived, promulgated and debased this idea into an obscurantist anti-Western mixture of Orthodox dogma, nationalism, conspiracy theory and security-state Stalinism.The Economist
В 2022 году, с началом полномасштабного вторжения на Украину, Путин снова использовал концепцию «русского мира» в своих выступлениях. Как пишут Доминик Арел и Джесс Дрисколл в книге «Неназванная война Украины», в ходе вторжения на протяжении 2022 года российские военные сбрасывали бомбы и ракеты на города, преимущественно населённые русскоязычными людьми, теми, кто, якобы являясь участниками воображаемого Путиным «Русского мира», преследовались «фашистским» правительством. В западных медиа термин «Русский мир» широко используется для описания агрессивной внешней политики России. Исследователь национализма Томаш Камуселла считает, что в контексте вторжения России на Украину «русский мир» является кодовым названием для новой Российской империи. Это прямо подтверждают слова Путина, что цель руководства России — «объединение русского народа» в составе единого государства, то есть в рамкой одной территории, а не только культурно. Премьер-министр Польши Матеуш Моравецкий в колонке для The Daily Telegraph писал, что недостаточно поддерживать Украину в её войне с Россией, необходимо полностью искоренить «чудовищную новую идеологию» российского президента.

### Инструмент мягкой силы
Распространение идеологии «Русского мира» зарубежом осуществлялось через инструменты мягкой силы — организации и программы, нацеленные на информирование и мобилизацию общества, а не элит или государственных структур. Для этого Кремль профинансировал ряд организаций. Так, в 2007 году был создан фонд «Русский мир», официальная роль которого состояла в продвижении русского языка и культуры, а также «укрепления связи с соотечественниками». Центры и программы фонда были основаны как минимум в 25 странах по всему миру. Различные организации, работающие под эгидой фонда, могут подавать заявки на государственное финансирование через гранты. Исполнительным директором фонда был назначен Вячеслав Никонов. С 2007 года Патриарх Кирилл является одним из попечителей фонда «Русский мир».
Из-за непрозрачного финансирования и следования политической линии Москвы вскоре центры фонда «Русский мир» стали ключевым каналом российской пропаганды. По этой причине в июле 2022 года Европейский союз ввёл санкции против фонда «Русский мир». В феврале 2023 года санкции против фонда были введены и Канадой.
Другим источником распространения идеологии «Русского мира» стало Россотрудничество, работа которого направлена на «содействие распространению за рубежом объективного представления о современной России». В 2018 году фонд «Русский мир» и Россотрудничество официально подписали соглашение о сотрудничестве в сфере популяризации русского языка и литературы, а также многонациональной культуры народов России. Официально деятельность Россотрудничества связана с продвижением русского языка и культурными, научными и образовательными обменами. При этом Россотрудничество является государственным органом, который непосредственно представляет Москву и финансируется за счет государственных средств.
Помимо двух организаций, в 2007—2008 году российское правительство инициировало распространение серии печатных изданий о русской диаспоре, включая «Русский век», «Шир круг», Балтийский мир, «Единство в разнообразии», а также многочисленные интернет-ресурсы.

## Критика концепции
В 2015 году президент Беларуси Александр Лукашенко на вопрос о причастности Беларуси к концепции «Русского мира» заявил:
Я не понимаю, что такое „русский мир“, вы — тем более, а наш народ вообще не понимает, какой русский мир. Тогда можно сказать о белорусском, украинском мире. Это что, какое-то противостояние миров? Поэтому это надуманная, глупая какая-то подстава, тезис.